# .gr
A .gr Görögország internetes legfelső szintű tartomány azonosítója, melyet 1989-ben hoztak létre. Címeket lehet a görög ábécé betűivel is regisztrálni.